# Kiel Baltic Hurricanes
I Kiel Baltic Hurricanes sono una squadra di football americano, di Kiel, in Germania.

## Storia
La squadra è stata fondata nel 1988 e ha vinto un German Bowl e due EFL Bowl.
La squadra femminile ha giocato la stagione 2008 congiuntamente alle Flensburg Sealadies col nome di Seawitches.

## Dettaglio stagioni

### Tornei nazionali

#### Campionato

##### Bundesliga/GFL
| Stagione | regular season | regular season | regular season | regular season | regular season | regular season | playoff | playoff | playoff | playoff | playoff | playoff | playoff          | playoff                  |
|          | Vin            | Par            | Per            | Tot            | PF             | PS             | Vin     | Par     | Per     | Tot     | PF      | PS      | risultato        | avversaria               |
| -------- | -------------- | -------------- | -------------- | -------------- | -------------- | -------------- | ------- | ------- | ------- | ------- | ------- | ------- | ---------------- | ------------------------ |
| 1996     | 4              | 0              | 7              | 11             | 284            | 357            | -       | -       | -       | -       | -       | -       | -                | -                        |
| 1997     | 4              | 0              | 6              | 10             | 249            | 247            | 0       | 1       | 1       | 2       | 51      | 67      | Quarti di finale | Hanau Hawks              |
| 1998     | 6              | 0              | 6              | 12             | 264            | 288            | 0       | 0       | 1       | 1       | 9       | 15      | Quarti di finale | Stuttgart Scorpions      |
| 1999     | 8              | 0              | 4              | 12             | 398            | 285            | 1       | 0       | 1       | 2       | 65      | 101     | Semifinale       | Braunschweig Lions       |
| 2000     | 3              | 1              | 6              | 10             | 247            | 250            | 0       | 1       | 0       | 1       | 7       | 40      | Quarti di finale | Munich Cowboys           |
| 2001     | 2              | 0              | 10             | 12             | 166            | 434            | 2       | 0       | 0       | 2       | 69      | 46      | Non retrocessi   | Berlin Adler             |
| 2002     | 1              | 0              | 11             | 12             | 93             | 458            | 0       | 0       | 2       | 2       | 0       | 100     | Retrocessi       | Dresden Monarchs         |
| 2007     | 7              | 1              | 4              | 12             | 256            | 159            | 0       | 0       | 1       | 1       | 16      | 21      | Quarti di finale | Marburg Mercenaries      |
| 2008     | 8              | 1              | 3              | 12             | 294            | 160            | 2       | 0       | 1       | 3       | 78      | 53      | German Bowl      | Braunschweig Lions       |
| 2009     | 9              | 0              | 1              | 10             | 231            | 178            | 2       | 0       | 1       | 3       | 63      | 55      | German Bowl      | Berlin Adler             |
| 2010     | 11             | 0              | 1              | 12             | 289            | 158            | 3       | 0       | 0       | 3       | 54      | 31      | Campioni         | Berlin Adler             |
| 2011     | 12             | 0              | 2              | 14             | 444            | 224            | 2       | 0       | 1       | 3       | 134     | 75      | German Bowl      | Schwäbisch Hall Unicorns |
| 2012     | 13             | 0              | 1              | 14             | 593            | 272            | 2       | 0       | 1       | 3       | 158     | 92      | German Bowl      | Schwäbisch Hall Unicorns |
| 2013     | 10             | 0              | 4              | 14             | 485            | 249            | 1       | 0       | 1       | 2       | 76      | 43      | Semifinale       | New Yorker Lions         |
| 2014     | 7              | 0              | 5              | 12             | 330            | 280            | 0       | 0       | 1       | 1       | 24      | 50      | Quarti di finale | Schwäbisch Hall Unicorns |
| 2015     | 9              | 0              | 3              | 12             | 469            | 251            | 0       | 0       | 1       | 1       | 27      | 39      | Quarti di finale | Allgäu Comets            |
| 2016     | 10             | 1              | 3              | 14             | 483            | 297            | 1       | 0       | 1       | 2       | 31      | 41      | Semifinale       | New Yorker Lions         |
| 2017     | 10             | 0              | 4              | 14             | 531            | 323            | 1       | 0       | 1       | 2       | 39      | 47      | Semifinale       | Schwäbisch Hall Unicorns |
| 2018     | 4              | 1              | 9              | 14             | 297            | 394            | -       | -       | -       | -       | -       | -       | -                | -                        |
| 2019     | 2              | 1              | 11             | 14             | 210            | 425            | -       | -       | -       | -       | -       | -       | -                | -                        |
| 2021     | 2              | 0              | 8              | 10             | 217            | 429            | -       | -       | -       | -       | -       | -       | -                | -                        |
| 2022     | 2              | 1              | 7              | 10             | 179            | 311            | -       | -       | -       | -       | -       | -       | -                | -                        |
| Totale   | 144            | 7              | 116            | 267            | 7009           | 6500           | 17      | 1       | 16      | 34      | 901     | 916     |                  |                          |

Fonti: Enciclopedia del Football - A cura di Roberto Mezzetti

##### Damenbundesliga
| Stagione | regular season | regular season | regular season | regular season | regular season | regular season | playoff | playoff | playoff | playoff | playoff | playoff    | playoff               |
|          | Vin            | Par            | Per            | Tot            | PF             | PS             | Vin     | Per     | Tot     | PF      | PS      | risultato  | avversaria            |
| -------- | -------------- | -------------- | -------------- | -------------- | -------------- | -------------- | ------- | ------- | ------- | ------- | ------- | ---------- | --------------------- |
| 2000     | ?              | ?              | ?              | ?              | ?              | ?              | ?       | ?       | ?       | ?       | ?       | ?          | ?                     |
| 2001     | 4              | 2              | 2              | 8              | 88             | 155            | 0       | 1       | 1       | 0       | 16      | Semifinale | Munich Cowboys Ladies |
| 2002     | 4              | 0              | 2              | 6              | 120            | 96             | 0       | 1       | 1       | 13      | 22      | Semifinale | Munich Cowboys Ladies |
| 2003     | 2              | 0              | 6              | 8              | 106            | 218            | -       | -       | -       | -       | -       | -          | -                     |
| 2004     | 0              | 0              | 6              | 6              | 19             | 178            | -       | -       | -       | -       | -       | -          | -                     |
| 2005     | 3              | 0              | 2              | 5              | 51             | 66             | 0       | 1       | 1       | 9       | 34      | Semifinale | Munich Cowboys Ladies |
| 2006     | 1              | 1              | 6              | 8              | 50             | 150            | -       | -       | -       | -       | -       | -          | -                     |
| 2015     | 3              | 0              | 3              | 6              | 86             | 100            | 0       | 1       | 1       | 3       | 26      | Semifinale | Mülheim Shamrocks     |
| 2016     | 2              | 0              | 4              | 6              | 52             | 167            | -       | -       | -       | -       | -       | -          | -                     |
| 2017     | 0              | 0              | 4              | 4              | 6              | 194            | -       | -       | -       | -       | -       | -          | -                     |
| 2018     | 0              | 0              | 4              | 4              | 8              | 123            | -       | -       | -       | -       | -       | -          | -                     |
| 2019     | 4              | 0              | 4              | 8              | 88             | 182            | -       | -       | -       | -       | -       | -          | -                     |
| Totale   | 23+?           | 3+?            | 43+?           | 69+?           | 674+?          | 1629+?         | 0+?     | 4+?     | 4+?     | 25+?    | 98+?    |            |                       |

Fonti: Enciclopedia del Football - A cura di Roberto Mezzetti

##### 2. Bundesliga
| Stagione | regular season | regular season | regular season | regular season | regular season | regular season | playoff | playoff | playoff | playoff | playoff | playoff | playoff      | playoff            |
|          | Vin            | Par            | Per            | Tot            | PF             | PS             | Vin     | Par     | Per     | Tot     | PF      | PS      | risultato    | avversaria         |
| -------- | -------------- | -------------- | -------------- | -------------- | -------------- | -------------- | ------- | ------- | ------- | ------- | ------- | ------- | ------------ | ------------------ |
| 1993     | 4              | 0              | 4              | 8              | 161            | 198            | -       | -       | -       | -       | -       | -       | -            | -                  |
| 1994     | 11             | 0              | 1              | 12             | 350            | 136            | 1       | 1       | 1       | 2       | 73      | 98      | Non promossi | Berlin Rebels      |
| 1995     | 11             | 0              | 1              | 12             | 485            | 122            | -       | -       | -       | -       | -       | -       | -            | -                  |
| 2004     | 12             | 0              | 2              | 14             | 520            | 277            | -       | -       | -       | -       | -       | -       | -            | -                  |
| 2005     | 12             | 0              | 2              | 14             | 372            | 162            | 0       | 0       | 2       | 2       | 21      | 43      | Non promossi | Düsseldorf Panther |
| 2006     | 10             | 0              | 1              | 11             | 386            | 99             | 1       | 0       | 1       | 2       | 57      | 30      | Promossi     | Düsseldorf Panther |
| Totale   | 60             | 0              | 11             | 71             | 2274           | 994            | 2       | 1       | 4       | 7       | 151     | 171     |              |                    |

Fonti: Enciclopedia del Football - A cura di Roberto Mezzetti

##### DBL2
| Stagione | regular season | regular season | regular season | regular season | regular season | regular season | playoff | playoff | playoff | playoff | playoff | playoff     | playoff             |
|          | Vin            | Par            | Per            | Tot            | PF             | PS             | Vin     | Per     | Tot     | PF      | PS      | risultato   | avversaria          |
| -------- | -------------- | -------------- | -------------- | -------------- | -------------- | -------------- | ------- | ------- | ------- | ------- | ------- | ----------- | ------------------- |
| 2009     | 4              | 0              | 0              | 4              | 184            | 26             | 0       | 1       | 1       | 8       | 42      | Semifinale  | Mainz Lady Warriors |
| 2010     | 5              | 0              | 1              | 6              | 171            | 46             | 0       | 1       | 1       | 24      | 30      | Semifinale  | Bochum Miners       |
| 2011     | 3              | 0              | 2              | 5              | 62             | 68             | -       | -       | -       | -       | -       | -           | -                   |
| 2012     | 3              | 1              | 4              | 8              | 79             | 273            | -       | -       | -       | -       | -       | -           | -                   |
| 2014     | 4              | 0              | 0              | 4              | 142            | 7              | 2       | 0       | 2       | 48      | 27      | Campionesse | München Rangers     |
| Totale   | 19             | 1              | 7              | 27             | 638            | 420            | 2       | 2       | 4       | 80      | 99      |             |                     |

Fonti: Enciclopedia del Football - A cura di Roberto Mezzetti

##### Regionalliga
| Stagione | regular season | regular season | regular season | regular season | regular season | regular season | playoff | playoff | playoff | playoff | playoff | playoff   | playoff    |
|          | Vin            | Par            | Per            | Tot            | PF             | PS             | Vin     | Per     | Tot     | PF      | PS      | risultato | avversaria |
| -------- | -------------- | -------------- | -------------- | -------------- | -------------- | -------------- | ------- | ------- | ------- | ------- | ------- | --------- | ---------- |
| 1992     | 7              | 0              | 3              | 10             | 244            | 218            | -       | -       | -       | -       | -       | -         | -          |
| 2003     | 12             | 0              | 2              | 14             | 305            | 199            | -       | -       | -       | -       | -       | -         | -          |
| 2018     | 2              | 0              | 12             | 14             | 137            | 424            | -       | -       | -       | -       | -       | -         | -          |
| Totale   | 21             | 0              | 17             | 38             | 686            | 841            | -       | -       | -       | -       | -       |           |            |

Fonti: Enciclopedia del Football - A cura di Roberto Mezzetti

##### Landesliga (quarto livello)/Verbandsliga (quarto livello)/Oberliga
| Stagione | regular season | regular season | regular season | regular season | regular season | regular season | playoff | playoff | playoff | playoff | playoff | playoff    | playoff             |
|          | Vin            | Par            | Per            | Tot            | PF             | PS             | Vin     | Per     | Tot     | PF      | PS      | risultato  | avversaria          |
| -------- | -------------- | -------------- | -------------- | -------------- | -------------- | -------------- | ------- | ------- | ------- | ------- | ------- | ---------- | ------------------- |
| 1989     | 4              | 0              | 5              | 9              | 133            | 224            | -       | -       | -       | -       | -       | -          | -                   |
| 1990     | 4              | 0              | 4              | 8              | 177            | 133            | -       | -       | -       | -       | -       | -          | -                   |
| 1991     | 5              | 0              | 1              | 6              | 139            | 62             | -       | -       | -       | -       | -       | -          | -                   |
| 1999     | 8              | 0              | 2              | 10             | 257            | 81             | 1       | 1       | 2       | 22      | 39      | Finale     | Lübeck Cougars      |
| 2000     | 8              | 0              | 2              | 10             | 218            | 126            | 0       | 1       | 1       | 6       | 12      | Semifinale | Cuxhaven Northstars |
| 2001     | 8              | 0              | 2              | 10             | 333            | 108            | 0       | 1       | 1       | 17      | 20      | Semifinale | Hildesheim Invaders |
| 2002     | 7              | 0              | 3              | 10             | 233            | 159            | 1       | 1       | 2       | 53      | 46      | Finale     | Osnabrück Tigers    |
| 2009     | 6              | 0              | 2              | 8              | 170            | 138            | -       | -       | -       | -       | -       | -          | -                   |
| 2012     | 4              | 1              | 3              | 8              | 112            | 111            | -       | -       | -       | -       | -       | -          | -                   |
| 2013     | 6              | 0              | 2              | 8              | 161            | 102            | 0       | 1       | 1       | 7       | 33      | Semifinale | Göttingen Generals  |
| 2014     | 2              | 0              | 6              | 8              | 83             | 205            | -       | -       | -       | -       | -       | -          | -                   |
| 2017     | 9              | 0              | 1              | 10             | 264            | 108            | 1       | 1       | 2       | 40      | 12      | Finale     | Hamburg Blue Devils |
| 2019     | 10             | 0              | 0              | 10             | 362            | 47             | 2       | 0       | 2       | 34      | 22      | Campioni   | Hannover Grizzlies  |
| Totale   | 81             | 1              | 33             | 115            | 2642           | 1604           | 5       | 6       | 11      | 179     | 184     |            |                     |

Fonti: Enciclopedia del Football - A cura di Roberto Mezzetti

##### Verbandsliga (quinto livello)
| Stagione | regular season | regular season | regular season | regular season | regular season | regular season | playoff | playoff | playoff | playoff | playoff | playoff   | playoff            |
|          | Vin            | Par            | Per            | Tot            | PF             | PS             | Vin     | Per     | Tot     | PF      | PS      | risultato | avversaria         |
| -------- | -------------- | -------------- | -------------- | -------------- | -------------- | -------------- | ------- | ------- | ------- | ------- | ------- | --------- | ------------------ |
| 1998     | 9              | 0              | 0              | 9              | 429            | 69             | 1       | 0       | 1       | 112     | 0       | Promossi  | Göttingen Generals |
| 2007     | 5              | 0              | 1              | 6              | 181            | 47             | -       | -       | -       | -       | -       | -         | -                  |
| 2008     | 10             | 0              | 0              | 10             | 335            | 19             | 1       | 0       | 1       | 21      | 0       | Campioni  | Hannover Spartans  |
| 2015     | 6              | 0              | 2              | 8              | 197            | 98             | -       | -       | -       | -       | -       | -         | -                  |
| 2016     | 9              | 0              | 1              | 10             | 349            | 47             | -       | -       | -       | -       | -       | -         | -                  |
| Totale   | 39             | 0              | 4              | 43             | 1491           | 280            | 2       | 0       | 2       | 133     | 0       |           |                    |

Fonti: Enciclopedia del Football - A cura di Roberto Mezzetti

##### Landesliga (sesto livello)
| Stagione | regular season | regular season | regular season | regular season | regular season | regular season | playoff | playoff | playoff | playoff | playoff | playoff   | playoff    |
|          | Vin            | Par            | Per            | Tot            | PF             | PS             | Vin     | Per     | Tot     | PF      | PS      | risultato | avversaria |
| -------- | -------------- | -------------- | -------------- | -------------- | -------------- | -------------- | ------- | ------- | ------- | ------- | ------- | --------- | ---------- |
| 1995     | 0              | 0              | 7              | 7              | 39             | 249            | -       | -       | -       | -       | -       | -         | -          |
| 1996     | 7              | 1              | 4              | 12             | 292            | 150            | -       | -       | -       | -       | -       | -         | -          |
| 1997     | 10             | 0              | 0              | 10             | 549            | 57             | -       | -       | -       | -       | -       | -         | -          |
| Totale   | 17             | 1              | 11             | 29             | 880            | 456            | -       | -       | -       | -       | -       |           |            |

Fonti: Enciclopedia del Football - A cura di Roberto Mezzetti

### Tornei internazionali

#### European Football League (1986-2013)
| Stagione | regular season | regular season | regular season | regular season | regular season | regular season | playoff | playoff | playoff | playoff | playoff | playoff   | playoff    |
|          | Vin            | Par            | Per            | Tot            | PF             | PS             | Vin     | Per     | Tot     | PF      | PS      | risultato | avversaria |
| -------- | -------------- | -------------- | -------------- | -------------- | -------------- | -------------- | ------- | ------- | ------- | ------- | ------- | --------- | ---------- |
| 2011     | 0              | 0              | 1              | 1              | 20             | 22             | -       | -       | -       | -       | -       | -         | -          |
| Totale   | 0              | 0              | 1              | 1              | 20             | 22             | -       | -       | -       | -       | -       |           |            |

Fonti: Enciclopedia del Football - A cura di Roberto Mezzetti

#### European Football League (dal 2014)
| Stagione | regular season | regular season | regular season | regular season | regular season | regular season | playoff | playoff | playoff | playoff | playoff | playoff   | playoff        |
|          | Vin            | Par            | Per            | Tot            | PF             | PS             | Vin     | Per     | Tot     | PF      | PS      | risultato | avversaria     |
| -------- | -------------- | -------------- | -------------- | -------------- | -------------- | -------------- | ------- | ------- | ------- | ------- | ------- | --------- | -------------- |
| 2014     | 2              | 0              | 0              | 2              | 99             | 33             | 1       | 0       | 1       | 40      | 0       | Campioni  | Badalona Dracs |
| 2015     | 2              | 0              | 0              | 2              | 125            | 10             | 1       | 0       | 1       | 49      | 28      | Campioni  | Allgäu Comets  |
| 2016     | 1              | 0              | 1              | 2              | 85             | 64             | -       | -       | -       | -       | -       | -         | -              |
| Totale   | 5              | 0              | 1              | 4              | 309            | 107            | 2       | 0       | 2       | 89      | 28      |           |                |

Fonti: Enciclopedia del Football - A cura di Roberto Mezzetti

### Riepilogo fasi finali disputate
| Anno              | Luogo           | Evento | Fase del torneo | Incontro                                          | Risultato |
| 19 luglio 2014    | Kiel            | EFL    | EFL Bowl        | Kiel Baltic Hurricanes - Badalona Dracs           | 40 - 0    |
| 27 giugno 2015    | Kiel            | EFL    | EFL Bowl        | Kiel Baltic Hurricanes - Allgäu Comets            | 49 - 28   |
| 23 settembre 2017 | Schwäbisch Hall | GFL    | Semifinale      | Schwäbisch Hall Unicorns - Kiel Baltic Hurricanes | 33 - 11   |

## Palmarès
- 1 German Bowl (2010)
- 2 EFL Bowl (2014, 2015)